# Merrydale
Merrydale est une census-designated place et une communauté non constituée en municipalité de la paroisse de Baton Rouge Est, en Louisiane, aux États-Unis,. 

## Source de la traduction
- (en) Cet article est partiellement ou en totalité issu de l’article de Wikipédia en anglais intitulé « Merrydale, Louisiana » (voir la liste des auteurs).